# Список серий аниме Hunter × Hunter (2011)
Список серий аниме-сериала Hunter × Hunter (ремейк), экранизации одноимённой манги Ёсихиро Тогаси.
Сериал выпускается со 2 октября 2011 года. Закончен на 148 серии по причине остановки выхода манги.

## Содержание
| Арка                                | Главы   | Серии   | Премьера        |
| ----------------------------------- | ------- | ------- | --------------- |
| Экзамен на охотника                 | 1—38    | 1—21    | 2 октября 2011  |
| Семья Золдик                        | 39—43   | 22—26   | 11 марта 2012   |
| Небесная арена                      | 44—63   | 27—36   | 15 апреля 2012  |
| Город Йоркшин                       | 64—119  | 37—58   | 1 июля 2012     |
| Остров жадности                     | 120—185 | 59—75   | 16 декабря 2012 |
| Муравьи-химеры                      | 186—318 | 76—136  | 21 апреля 2013  |
| Выборы 13-го председателя охотников | 319—339 | 137—148 | 9 июля 2014     |
| Ссылки                              |         |         |                 |

### Экзамен на хантера
| 1 | Отправление × И × Друзья «Tabidachi × To × Nakama-tachi» (タビダチ×ト×ナカマタチ)            | 2 октября 2011  |
| 12-летний Гон хочет стать Охотником, как и его отец Джин Фрикс. Мальчика воспитывает тётя Мито, которая готова разрешить ему сдавать экзамен, если он поймает местную рыбу-монстра, известную как «Хозяин озера». Хотя Мито не хочет расставаться с Гоном, она вынуждена уступить, видя его решимость стать Охотником. Гон садится на корабль и вместе с другими участниками экзамена попадает в сильнейшую бурю. Капитан корабля оказался одним из экзаменаторов. Из всех участников он выделяет Гона, 16-летнего Курапику, желающего стать Охотником, чтобы выследить банду «Труппа теней», которая истребила весь его клан, и 17-летнего недоучившигося медика Леорио, утверждающего, что хочет стать Охотником из-за денег. Гон, Курапика и Леорио помогли спасти матроса, упавшего за борт во время бури. Тем самым они заработали одобрение капитана, который доставил их в ближайший к месту Экзамена порт. |                                                                                              |                 |
| 2 | Испытание × Из × Испытаний «Shiken × No × Shiken» (シケン×ノ×シケン)                         | 9 октября 2011  |
| Гон, Курапика и Леорио высадились в Долл-Харборе и согласно инструкции капитана направились к кедру на вершине холма позади города. По дороге они попадают в небольшой город, через который можно пройти только ответив на вопрос викторины. Неправильный ответ или отказ от ответа означают провал экзамена. Трое друзей правильно отвечают на вопрос и получают возможность пройти. Дойдя до места, они видят что проводники, которые должны доставить испытуемых на место Экзамена, атакованы оборотнем-крысолисом. В то время как Леорио остаётся помочь раненому, Гон и Курапика преследуют оборотня, похитившего второго проводника. Ребята разгадывают тайну крысолисов и проводники доставляют их до места Экзамена. |                                                                                              |                 |
| 3 | Борьба × За × Выживание «Raibaru × Ga × Sabaibaru» (ライバル×ガ×サバイバル)                  | 16 октября 2011 |
| Проводники доставляют Гона, Курапику и Леорио в город Забан, где и начнётся Экзамен. Там они встречают остальных претендентов на звание Охотников, которых набралось 405 человек. Здесь они знакомятся с Тонпой, который уже в 35-й раз участвует в Экзамене. Несмотря на своё видимое добродушие, Тонпа участвует в экзаменах, чтобы вредить другим испытуемым, и среди ветеранов известен под прозвищем «Гроза новичков». Среди испытуемых ярко выделяется Хисока, очень сильный маг-фокусник и безжалостный убийца, во время предыдущей попытки сдать Экзамен убивший экзаменатора. Начинается Первый этап Экзамена. Появляется первый экзаменатор, Сатоц, который приказывает испытуемым следовать за ним к месту проведения Второго этапа. |                                                                                              |                 |
| 4 | Надежда × И × Тщеславие «Kibō × To × Yabō» (キボウ×ト×ヤボウ)                                | 23 октября 2011 |
| На первом этапе испытывается выносливость. Многие не выдержали. Киллуа, также впервые участвующий в Экзамене, заинтересовался Гоном, узнав что они одного возраста. Леорио почти готов сдаться, но всё же продолжает бежать. По дороге друзья рассказывают о том почему решили стать Охотниками. Курапика хочет отомстить бандитам, перебивших почти весь его клан из-за их драгоценных алых глаз. Леорио хочет заработать много денег и лечить всех бесплатно в память о друге детства, умершем так как не было денег на его лечение. Гон хочет стать Охотником по примеру отца, пусть даже и не знает о нём ничего. Киллуа решил сдать Экзамен, рассчитывая, что это будет весело. Наконец, испытуемые поднимаются на поверхность и оказываются в болотах Нумере, также известных как Болота обмана. Сатоц предупреждает, что существа, обитающие в Нумере, коварны и смертельно опасны. Внезапно появляется раненый человек, который заявляет, что Сатоц самозванец, а настоящий экзаменатор это он. Хисока определяет настоящего экзаменатора, бросив смертоносные игральные карты в обоих, рассуждая, что настоящий Охотник сумеет их перехватить. Сатоц приказывает испытуемым следовать за ним через болото. Марафон продолжается, но теперь уже по болоту. |                                                                                              |                 |
| 5 | Подлый × Хисока «Hisoka × Wa × Hisoka» (ヒソカ×ハ×ヒソカ)                                    | 30 октября 2011 |
| Из-за тумана многие испытуемые заблудились и стали жертвой обитателей болот. Отстали от Сатоца и Леорио с Курапикой. Они становятся свидетелями того как Хисоку в одиночку расправляется с целой группой испытуемых, требовавших, чтобы он больше не участвовал в Экзамене, так как не достоин быть охотником. Затем Хисока, сам себя объявивший экзаменатором, атакует Курапику и Леорио. Первый сбегает, а второй всё же решает принять бой. Хисока уже готов убить Леорио, когда на него нападает Гон, вернувшийся в поисках отставших друзей. Хисока без труда справляется с мальчиком, но затем объявляет, что Гон и Леорио прошли «тест». Более того, Хисока относит бессознательного Леорио к месту проведения Второго этапа Экзамена. Тем временем, вернувшийся Курапика и Гон вдвоём добираются до финиша. Курапика анализируя поведение Хисоки, приходит к выводу, что тот имеет свои собственные критерии, по которым и судит людей. Гон признается Курапике, что драться с Хисокой было страшно и интересно. |                                                                                              |                 |
| 6 | Неожиданное × Задание «Igai × Na × Kadai» (イガイ×ナ×カダイ)                                 | 6 ноября 2011   |
| На Втором этапе Экзамен принимают Охотники-гурманы Бухара и Менчи. Необходимо приготовить блюдо из свинины так, чтобы удовлетворить их вкусам. Вот только добыть мясо надо самим испытуемым, а здешние кабаны плотоядны и опасны. Впрочем, Гон быстро находит их слабое место. После дегустации приготовленных блюд (большинство испытуемых просто зажарили свою добычу на вертеле) Бухара даёт пропуск на следующий этап всем, зато Менчи угодить не смог никто. Зная, что Менчи бывает предвзятой, когда дело касается приготовления пищи, Сатоц обращается к Нетеро, главе экзаменационного комитета и президенту Ассоциации Охотников. Нетеро решил провести Второй этап заново. Менчи даёт испытуемым новое задание: сварить яйца. Вот только нужны яйца орлов-пауков, а их требуется с риском для жизни добыть из глубокой пропасти. Второй этап Экзамена смогли пройти 42 кандидата из 50 |                                                                                              |                 |
| 7 | Поединок × На × Дирижабле «Hikōsen x no x Kessen» (ヒコウセン×ノ×ケッセン)                   | 13 ноября 2011  |
| К месту проведения Третьего этапа Экзамена испытуемых доставляет сам Нетеро на своём дирижабле, давая им возможность отдохнуть перед новым испытанием. Тонпа вновь пытается досаждать новичкам, но Курапика и Леорио не обращают внимания на его трюки. Гон и Киллуа исследуют дирижабль. Киллуа сообщает Гон, что он на самом деле из семьи убийц, но решил найти свой собственный путь в жизни. Нетеро решает проверить инстинкты обоих мальчиков и предлагает им вдвоём сыграть с ним. Гон и Киллуа быстро обнаруживают, что не в состоянии отобрать у старика мяч. Через несколько часов Киллуа сдается, заметив, что их вдвоём Нетеро обыгрывает легко, так и не пустив в ход правую руку и левую ногу. Киллуа выплеснул своё разочарование, убив двух испытуемых, которые стали задирать его. Тем временем Гон продолжает игру почти до рассвета. В конце концов, пытаясь не допустить серьёзной травмы Гона, Нетеро вынужден использовать свою правую руку. Только после этого Гон соглашается прекратить игру, рассматривая это как большое достижение. Нетеро приказывает пилоту дирижабля лететь медленнее, чтобы Гон успел отдохнуть. |                                                                                              |                 |
| 8 | Решение × Принимается × Большинством? «Kaiketsu x wa x Tasūketsu?» (カイケツ×ハ×タスウケツ?) | 20 ноября 2011  |
| Третий этап Экзамена начинается на вершине башни Трик-тауэр. Испытуемые должны за семьдесят два часа спуститься живыми к подножью башни, полной ловушек. Гону, Курапике, Леорио и Киллуа пришлось объединиться в одну команду с Тонпой. Теперь впятером им придётся пройти до конца, принимая решения большинством голосов. В конечном итоге они попадают на арену, где им предстоят поединки один на один с заключёнными содержащимися в башне. Для того чтобы пройти дальше надо выиграть 3 матча из 5. За каждый час на который заключённым удастся задержать испытуемых им сократят срок заключения на один год. Тонпа вызывается драться первым и тут же сдаётся. Леорио обвиняет его в саботаже, но Курапике удаётся утихомирить его, заявив, что нельзя тратить время на конфликты внутри команды. Вторым вызвался Гон, противником которого стал подрывник-маньяк Седокан. |                                                                                              |                 |
| 9 | Опасайтесь × Заключенных «Shūjin x ni x Goyōjin» (シュウジン×ニ×ゴヨウジン)                  | 27 ноября 2011  |
| Седокан предлагает сыграть в игру «у кого первым погаснет свеча». Он смог подсунуть Гону свечу с подвохом, но тот сообразив в чём дело оставил свою свечу догорать на полу, а сам в это время задул свечу заключённого. Счёт сравнялся. Третьим на бой выходит Курапика. Ему противостоит Маджитани, устрашающе-уродливый качок, привыкший побеждать без боя, запугав противника одним своим видом. Но после того как Курапика увидел у него на спину вытатуированного паука, знак принадлежности к банде «Труппа теней», он, даже поняв, что тату фальшивая, вышел из себя и легко победил. Теперь очередь Леорио. |                                                                                              |                 |
| 10 | Хитростью × На × Хитрость «Hikkake x no x Kikkake» (ヒッカケ×ノ×キッカケ)                    | 4 декабря 2011  |
| Соперником Леорио должна быть заключённая Лерут, привлекательная женщина и отличный психолог. Но она отказывается начинать бой, так как Маджитани жив и не сдался. Курапика отказывается добивать противника, который не может сопротивляться. В это время, Хисока встречает Тогари, бывшего экзаменатора, который хочет отомстить Хисоке и атакует его. Хисока убил врага и стал первым испытуемым прошедшим Третий этап. Между тем, Леорио, осмотрев Маджитани, пришёл к выводу, что тот симулирует потерю сознания в попытке выиграть время. Но как доказать симуляцию? Лерут и Леорио решают держать пари о том, что Маджитани притворяется. Ставкой служит время. Леорио вслух угрожает скинуть Маджитани в пропасть, ведь он всё равно мёртв и тот, испугавшись, признаётся, что пришёл в себя. Курапика победил и счёт теперь в пользу испытуемых, но из-за пари у них осталось только 20 часов. |                                                                                              |                 |
| 11 | Поединок × С × Подвохом «Gyanburu x de x Toraburu» (ギャンブル×デ×トラブル)                  | 11 декабря 2011 |
| Леорио и Лерут вначале заключают пари, в котором ставкой служит время, а затем играют в игру «Камень, ножницы, бумага», также на время. В результате Леорио терпит полное поражение, проиграв оставшиеся 20 часов. Последним в схватку вступает Киллуа, чьим соперником стал Джонас Мясорубка, серийный убийца, голыми руками убивший 146 человек. Киллуа легко побеждает, вырвав сопернику сердце, чем ужаснул всех присутствующих кроме Гона, который уже знает, что его новый друг из семьи убийц. Одержав в матче с заключёнными победу со счётом 3:2 герои идут дальше, вот только времени у них осталось около 9 часов. |                                                                                              |                 |
| 12 | Последнее × Решающее × Испытание! «Saigo x no x Kakugo» (サイゴ×ノ×カクゴ)                   | 18 декабря 2011 |
| Отсидев в изоляторе штрафные 50 часов герои идут дальше. Тем временем более удачливые испытуемые один за одним приходят к финишу. Наконец-то последнее испытание. Чтобы дойти до финиша есть два пути: один длинный и трудный, другой гораздо проще и короче, но им смогут воспользоваться только три из пяти. Коварный Тонпа пытается разжечь конфликт между участниками команды, но Гон предлагает нестандартное решение – выбрать длинный путь, а затем прорубить стену, чтобы попасть на короткий. В итоге все пятеро успели вовремя. Третий этап прошли 24 испытуемых. |                                                                                              |                 |
| 13 | Письмо × От × Гона «Gonyori x no x Tayori» (ゴンヨリ×ノ×タヨリ)                              | 25 декабря 2011 |
| Тётя Мито получает письмо от Гона, в котором он пересказывает все предыдущие события. |                                                                                              |                 |
| 14 | Достижение × Цели «Tāgetto x ni x Hitto» (ターゲット×ニ×ヒット)                              | 8 января 2012   |
| Для прохождения Четвёртого этапа Экзамена испытуемые доставляют на остров Зебил. Каждый получает карточку с номером своей цели. Чтобы пройти этап надо набрать 6 баллов. Карточка со своим номером, если игрок сумеет её сохранить, будет оценена в 3 балла, добытая карточка с номером цели также стоит 3 балла, любая другая карточка приносит одно очко. Целью Гона оказывается Хисока. Понимая разницу в силе, Гон решил не атаковать в лоб, а выкрасть карточку с помощью своей удочки. Однако, зная, что Хисока легко увернётся, Гон начинает ловить ею птиц в полёте. Наблюдая как птицы охотятся на рыб, пока те ловят насекомых, Гон понимает, что надо атаковать Хисоку, когда он будет увлечён атакой своей собственной цели. Тем временем, самого Гона выслеживает Геретта. |                                                                                              |                 |
| 15 | Атаки × И × Блеф! «Damashiai x no x Toriai» (ダマシアイ×ノ×トリアイ)                         | 15 января 2012  |
| Подготовившись, Гон отправляется на охоту. Бабочки-вампиры, которых притягивает запах крови, помогают мальчику найти Хисоку, раненного в Трик-тауэр. Тем временем, Тонпа обманывает Леорио и вместе с союзником Сомми выкрадывает у него карточку. На помощь Леорио приходит Курапика. Два друга решают объединиться. Один из братьев Имори преследует Киллуа, а Гон продолжает выжидать удобного момента. Тем временем испытуемый Гиттаракура прикончил свою цель воина Гозу и девушку-снайпера Супер, охотившуюся на него. Лишнюю карточку он отдал своему союзнику Хисоке, у которого теперь 4 очка. |                                                                                              |                 |
| 16 | Поражение × И × Унижение «Haiboku x to x Kutsujoku» (ハイボク×ト×クツジョク)                 | 22 января 2012  |
| Хисока, который охотится на всех подряд, не заморачиваясь поиском своей цели, выследил Курапику и Леорио, но им удалось откупиться, отдав ему карточку Сомми. Теперь Хисоке нужен лишь один балл до необходимых шести. Пока он, обуянный жаждой крови, убивает Агона, Гон выкрадывает карточку Хисоки. Но почти сразу же Геретта подстрелил отравленной стрелкой Гона и забрал у него обе карточки. Сам Геретта стал жертвой Хисоки, целью которого он и был. Фокусник-убийца, удивлённый мастерством Гона, отдаёт мальчику его и свою карточки. Гон отказывается, не желая быть в долгу у Хисоки. Тот бьёт мальчика и предлагает вернуть долг когда он сможет ударить его, пообещав защищать Гона пока это миг не наступит. Триумф обернулся унижением. |                                                                                              |                 |
| 17 | Ловушка × В × Пещере «Ana x de x Wana» (アナ×デ×ワナ)                                        | 29 января 2012  |
| Киллуа, устав от слежки со стороны Имори, бросает братьям вызов и легко побеждает, забрав карточку своей цели. Между тем, Гон присоединился к Леорио и Курапике. С помощью своего удивительного чутья мальчик выслеживает девочку Понзу, цель Леорио. Обнаружив, что она находится в подозрительный пещере, Леорио решает идти вниз в одиночку. В пещере он обнаруживает Понзу и заклинателя змей Бурбона. Выясняется, что выйти из пещеры нельзя, так как выход стерегут змеи Бурбона, а сам заклинатель мёртв и отозвать змей невозможно. Обнаружив ловушку, Леорио рискует жизнью, чтобы предупредить друзей, но те всё же идут его спасать. |                                                                                              |                 |
| 18 | Долгий × Опрос «Taisetsu x na x Mensetsu» (タイセツ×ナ×メンセツ)                             | 5 февраля 2012  |
| Никто не знает, как обезоружить ловушку. Между тем, жизнь Леорио, отравленного многочисленными укусами гадюк, под угрозой. Гон, рискуя жизнью, добывает противоядие для друга, а затем, применив усыпляющий газ Понзу, выносит девочку и друзей на поверхность. Пока Понза спит Гон забирает её карточку в качестве платы за спасение. После этого он решает что у него есть моральное право забрать карточки, отданные ему Хисоку, ведь так он сможет остаться со своими друзьями. Четвертый этап заканчивается. Прошли его только 9 испытуемых (Хисока, Гиттаракур, Ханзо, Поккл, Бодоро, Киллуа, Гон, Курапика и Леорио). Нетеро проводит собеседования со всеми девятью. Он просит каждого рассказать кто из других участников их интересует больше других и с кем из девяти они меньше всего хотели бы драться. По итогам собеседования Нетеро определился с последним испытанием. |                                                                                              |                 |
| 19 | Не могу победить × Но × Не могу проиграть «Katenai x ga x Makenai» (カテナイ×ガ×マケナイ)    | 12 февраля 2012 |
| Начинается Пятый, завершающий этап Экзамена на звание Охотника. Испытуемым придётся сражаться один на один. Победивший в поединке получает звание Охотника и выбывает из турнира, проигравший дерётся со следующим. Охотниками станут все, кроме того кто проиграл все поединки. Но если кто-то убьёт соперника, то будет дисквалифицирован. Первыми сражаются Гон и ниндзя Ханзо. Хотя Гон пытается изо всех сил, но он не может драться с ниндзя на равных. Так как Гон отказывается признать своё поражение, то Ханзо жестоко избивает мальчика, в частности ломает ему руку. Но даже травма и угроза смерти не могут принудить Гона сдаться. В конце концов Ханзо не выдерживает и сдаётся, решив, что лучше проиграть один бой, чем убить Гона. |                                                                                              |                 |
| 20 | Неожиданный × Поворот × Событий «Fukakai x na x Tenkai» (フカカイ×ナ×テンカイ)               | 19 февраля 2012 |
| После того как Гон, потерявший сознание во время поединка, приходит в себя, Сатоц сообщает ему, что теперь он Охотник. Гон вынужден смириться с решением Экзаменационной комиссии. Затем Сатоц рассказывает мальчику, что произошло в то время как он был без сознания. Следующий бой между Хисокой и Курапикой продолжался недолго. Вскоре после начала поединка Хисока шепнул что-то Курапике, а потом признал своё поражение. Курапика стал вторым испытуемым, получившим звание Охотника. Затем Охотниками стали Ханзо, принудивший сдаться Поккла, Хисока, побив уже немолодого мастера кунг-фу Бодоро, и Поккл, которому уступил победу без боя Киллуа, не захотев драться со слишком слабым по его мнению соперником. Леорио просит отложить свой поединок с Бодоро, пока тот не придёт в себя после боя с Хисокой. Вновь наступает очередь Киллуа, чьим соперником оказался его старший брат Иллуми, до этого скрывавшийся под личиной Гиттаракуры. Иллуми потребовал от Киллуа вернуться в семью. Узнав, что Киллуа и Гон подружились, Иллуми решает убить Гона. Опасаясь за друга и не веря в победу над братом, Киллуа впадает в депрессивное состояние и сдаётся. Начинается отложенный поединок между Леорио и Бодоро, но его неожиданно прерывает Киллуа, убив Бодоро. Мальчика дисквалифицируют. Узнав о том, что произошло, Гон находит Иллуми и требует извиниться перед Киллуа. |                                                                                              |                 |
| 21 | Разговор × С × Братом «Kyōdai x no x Mondai» (キョウダイ×ノ×モンダイ)                        | 4 марта 2012    |
| Гон расстроен тем, что Киллуа был вынужден убить и злится на Иллуми. Мальчик решает во что бы то ни стало спасти друга. Хисока предупреждает Иллуми о том, что Гон его добыча. Попытка найти в Интернете информацию об отце Гона заканчивается ничем, все данные о Джине Фриксе защищены и требуют особого доступа. Зато информацией о Джине с Гоном поделился Сатоц, который тоже был Охотником за древностями. Втроём друзья отправляются к Киллуа. Глядя им вслед Сатоц произносит, что Экзамен ещё не закончен. |                                                                                              |                 |

### Семья Золдик
| 22 | Опасный × сторожевой × пес «Kiken x na x Banken» (キケン×ナ×バンケン)      | 11 марта 2012 |
| Гон, Леорио и Курапика приезжают в страну Падокию, где на горе Кукуру располагается резиденция семьи Золдик, членом которой и является Киллуа. На экскурсионном автобусе друзья добираются до Врат Испытаний – гигантских ворот, через которые можно пройти в огромные владения Золдиков. Они становятся свидетелями того, как огромный пёс Мике, охраняющий земли за воротами, расправляется с двумя чужаками, пришедшими убить Золдиков. Познакомившись с привратником Зебро, друзья узнают, что пёс не трогает только тех, кто сумел открыть Врата Испытаний, что требует гигантской силы (самая маленькая из 7 секций ворот весит 4 тонны). Дворецкий семьи Золдик отказывается соединить Гона с Киллуа. Тогда, видя упёртость Гона, решившего во что бы то ни стало пройти внутрь, Зебро сам открыл Врата и провёл друзей на территорию поместья.                                                                                     |                                                                            |               |
| 23 | Дворецкие × семьи × Золдик «Ban'nin x no x Sekinin» (バンニン×ノ×セキニン) | 18 марта 2012 |
| Зебро отводит Гона и его друзей в домик привратников. Они решают тренироваться, чтобы суметь открыть Врата Испытаний самостоятельно и беспрепятственно пройти мимо Мике. Между тем, Киллуа пытает его брат Миллуки, требуя извиниться перед своей матерью. Киллуа узнаёт от своей семьи, что его друзья пришли в поместье и хотят увидеть его. После тяжёлых тренировок Гон, Леорио и Курапика смогли открыть Врата без чужой помощи. Мать Киллуа, узнав об этом, запрещает подпускать к своему сыну так называемых друзей. На пути героев оказывается 13-летняя ученица дворецкого Канария, которая категорически отказывается пропустить их. Не сразу, но всё же Гон, обращаясь к сердцу Канарии, убеждает её позволить им пройти. Появляется Кикё, мать Киллуа, и передаёт друзьям сообщение от имени сына, что он не может с ними встретиться.                                                                                         |                                                                            |               |
| 24 | Семья × Золдик «Zorudikku x no x Kazoku» (ゾルディック×ノ×カゾク)          | 25 марта 2012 |
| Киллуа, вися на цепях в подземелье, вспоминает как познакомился с Канарией. Его воспоминания прерывает Миллуки, который вновь начинает истязать младшего брата. Тем временем, Кикё пытается убедить Гона, Курапику и Леорио покинуть поместье, уверяя, что Киллуа раскаялся и добровольно заточил себя в одиночную камеру. В это время, Зено, дед Киллуа, выпустил внука из подземелья, несмотря на протесты Кикё и Миллуки. Киллуа хочет видеть его отец, Сильва. Канария ведёт Гона и его друзей в дом прислуги. Тем временем, Сильва расспрашивает Киллуа о том как прошёл Экзамен, а затем прямо спрашивает хочет ли он видеть своих друзей. Киллуа отвечает утвердительно и Сильва предоставляет ему свободу, взяв обещание, что он никогда не предаст своих друзей. Недовольной Кикё Сильва объясняет, что Киллуа в один прекрасный день вернётся домой, чтобы возглавить семью                                                      |                                                                            |               |
| 25 | Трюк × с × монеткой «Mienai x to x Ainai» (ミエナイ×ト×アエナイ)           | 1 апреля 2012 |
| Киллуа просит дворецкого Гото сообщить ему когда прибудут его друзья. Вот только у дворецкого свои планы. Канария приводит Гон и его друзей к дворецкому. Гото предлагает им сыграть в игру «Угадай в какой руке монета», чтобы определить, достойны ли они быть друзьями Киллуа. Леорио и Курапика быстро вылетают из игры, оставив Гона играть в одиночестве. После победы в игре и воссоединения с Киллуа, Гон определяет свою следующую цель. Он не хочет использовать лицензию Охотника, пока не сможет вернуть Хисоке его удар и карточку с номером. Курапика сообщает другу, что знает, где найти Хисоку, а также что Хисока имеет информацию о «Труппе теней». Леорио и Курапика расстаются с друзьями, чтобы исполнить свои собственные планы. Друзья договорились встретиться через полгода 1 сентября в городе Йоркнью. А Гон и Киллуа решают заняться тренировкой своих способностей, для чего отправляются на Небесную арену. |                                                                            |               |
| 26 | Затем × и × после «Gon yori x no x Tayori 2» (アレカラ×ト×ソレカラ)        | 8 апреля 2012 |
| На Китовый остров приходит новое письмо, в котором Гон описывает для тёти Мито все события произошедшие после окончания Экзамена. |                                                                            |               |

### Небесная арена
| №  | Название серии                                                                                 | Премьера       |
| -- | ---------------------------------------------------------------------------------------------- | -------------- |
| 27 | Прибытие × На × Арену «Tōgijō x ni x Tōjō» (トウギジョウ×ニ×トウジョウ)                        | 15 апреля 2012 |
| 28 | Нэн × И × "Нэн" «Nen x to x Nen» (ネン×ト×ネン)                                                | 22 апреля 2012 |
| 29 | Раскрытие x Внутреннего x Потенциала «Kakusei x to x Kanōsei» (カクセイ×ト×カノウセイ)         | 29 апреля 2012 |
| 30 | Свирепый x И x Беспощадный «Gekitō x to x Kattō» (ゲキトウ×ト×カットウ)                        | 5 мая 2012     |
| 31 | Судьба × И × Упорство «In'nen x to x Shūnen» (インネン×ト×シュウネン)                          | 13 мая 2012    |
| 32 | Неожиданная x Победа «Dokkiri x na x Shōri» (ドッキリ×ナ×ショウリ)                             | 20 мая 2012    |
| 33 | Пустая × Угроза «Keihaku x na x Kyouhaku» (ケイハク×ナ×キョウハク)                             | 27 мая 2012    |
| 34 | Сила × Отомстить «Jitsuryoku x de x Setsujoku» (ジツリョク×デ×セツジョク)                      | 3 июня 2012    |
| 35 | Определение x Скрытых x Способностей «Seikaku x na x Goukaku» (セイカク×ナ×ゴウカク)           | 17 июня 2012   |
| 36 | Возвращение x Номерка x Хисоке «Ookinakari x to x Chiisanakeri» (オオキナカリ×ト×チイサナケリ) | 24 июня 2012   |

### Город Йоркшин
| №  | Название серии                                                                                            | Премьера         |
| -- | --- | ---------------- |
| 37 | Джин × И × Гон «Ging x to x Gon» (ジン×ト×ゴン)                                                           | 1 июля 2012      |
| 38 | Сообщение × От × Отца «Oyaji x no x Henji» (オヤジ×ノ×ヘンジ)                                             | 8 июля 2012      |
| 39 | Желание × И × Обещание «Negai x to x Chikai» (ネガイ×ト×チカイ)                                           | 15 июля 2012     |
| 40 | Нэн × Пользователи × Объединяются? «Nōryokusha x ha x Kyōryokusha?» (ノウリョクシャ×ハ×キョウリョクシャ?) | 22 июля 2012     |
| 41 | Сбор × Героев «Gōketsu x no x Shūketsu» (ゴウケツ×ノ×シュウケツ)                                          | 29 июля 2012     |
| 42 | Защита × И × Атака «Mamoru x to x Semeru» (マモル×ト×セメル)                                              | 5 августа 2012   |
| 43 | Шокирующая × Трагедия «Shōgeki x no x Sangeki» (ショウゲキ×ノ×サンゲキ)                                   | 12 августа 2012  |
| 44 | Подготовка × К × Жестокой битве! «Gekisen x no x Fukusen» (ゲキセン×ノ×フクセン)                          | 19 августа 2012  |
| 45 | Сдержанность × и × Клятва «Kōsoku x to x Yakusoku» (コウソク×ト×ヤクソク)                                 | 2 сентября 2012  |
| 46 | Погоня × и × Ожидание «Oumono x to x Matsumono» (オウモノ×ト×マツモノ)                                    | 9 сентября 2012  |
| 47 | Условие × и × Клятва «Seiyaku x to x Seiyaku» (セイヤク×ト×セイヤク)                                      | 16 сентября 2012 |
| 48 | Очень × Острое × Зрение «Mekiki x no x Kikime» (メキキ×ノ×キキメ)                                         | 23 сентября 2012 |
| 49 | Погоня × И × Анализ «Tsuiseki x de x Bunseki» (ツイセキ×デ×ブンセキ)                                      | 30 сентября 2012 |
| 50 | Товарищ × И × Меч «Nakama x to x Katana» (ナカマ×ト×カタナ)                                               | 7 октября 2012   |
| 51 | Жестокое × Поле × Боя «Hijō x no x Senjō» (ヒジョウ×ノ×センジョウ)                                        | 14 октября 2012  |
| 52 | Нападение × И × Удар «Shūgeki x to x Shōgeki» (シュウゲキ×ト×ショウゲキ)                                  | 21 октября 2012  |
| 53 | Подделка × И × Трюк «Feiku x de x Saiku» (フェイク×デ×サイク)                                             | 28 октября 2012  |
| 54 | Предсказания × Не x Сбываются? «Uranai x ga x Ataranai?» (ウラナイ×ガ×アタラナイ?)                        | 4 ноября 2012    |
| 55 | Товарищи × И × Ложь «Nakama x to x Ikasama» (ナカマ×ト×イカサマ)                                          | 11 ноября 2012   |
| 56 | Любимый × и × Несчастный «Saiai x to x Saiyaku» (サイアイ×ト×サイアク)                                    | 18 ноября 2012   |
| 57 | Инициатива × И × Закон «Sente x to x Okite» (センテ×ト×オキテ)                                            | 2 декабря 2012   |
| 58 | Время × Отступить «Hikigiwa x no x Hikigane» (ヒキギワ×ノ×ヒキガネ)                                       | 9 декабря 2012   |

### Остров жадности
| №  | Название серии                                                                                   | Премьера        |
| -- | ------------------------------------------------------------------------------------------------ | --------------- |
| 59 | Торги × И × Спешка «Seri x to x Aseri» (セリ×ト×アセリ)                                          | 16 декабря 2012 |
| 60 | Конец × И × Начало «Kimari x to x Hajimari» (キマリ×ト×ハジマリ)                                 | 23 декабря 2012 |
| 61 | Приглашение × И × Друг «Kanyū x to x Shinyū» (カンユウ×ト×シンユウ)                              | 6 января 2013   |
| 62 | Реальность? × И × Суждения «Genjitsu x to x Genseki» (ゲンジツ?×ト×ゲンセキ)                     | 13 января 2013  |
| 63 | Учитель × Экстренный случай? «Shishō x ha x Hijō?» (シショウ×ハ×ヒジョウ?)                       | 20 января 2013  |
| 64 | Усиление × И × Угроза «Kyōka x to x Kyōkatsu» (キョウカ×ト×キョウカツ)                           | 27 января 2013  |
| 65 | Губительный кулак × И × Камень-ножницы-бумага «Jaken x to x Janken» (ジャケン×ト×ジャンケン)     | 3 февраля 2013  |
| 66 | Стратегия × И × Уловка «Kōryaku x to x Sakuryaku» (コウリャク×ト×サクリャク)                     | 10 февраля 2013 |
| 67 | 15 × 15 «15 x 15» (15×ト×15)                                                                     | 17 февраля 2013 |
| 68 | Пираты × И × Предположения «Kaizoku x to x Suisoku» (カイゾク×ト×スイソク)                       | 24 февраля 2013 |
| 69 | Прямое противостояние × Пыл «Taiketsu x de x Nekketsu» (タイケツ×デ×ネッケツ)                    | 3 марта 2013    |
| 70 | Сила воли × И × Дружба «Konjō x to x Yūjō» (コンジョウ×ト×ユウジョウ)                            | 10 марта 2013   |
| 71 | Торг × И x Соглашение «Kakehiki x to x Torihiki» (カケヒキ×ト×トリヒキ)                          | 17 марта 2013   |
| 72 | Погоня × И × Шанс «Cheisu x de x Chansu» (チェイス×デ×チャンス)                                  | 24 марта 2013   |
| 73 | Безумие × И × Здравый ум «Kyōki x to x Shōki» (キョウキ×ト×ショウキ)                             | 31 марта 2013   |
| 74 | Победитель × И × Проигравший «Shōsha x to x Haisha» (ショウシャ×ト×ハイシャ)                     | 7 апреля 2013   |
| 75 | Друзья Джина × И × Настоящие друзья «Jin no Tomo x to x Shin no Tomo» (ジンノトモ×ト×シンノトモ) | 14 апреля 2013  |

### Муравьи-химеры
| №   | Название серии | Премьера         |
| --- | --- | ---------------- |
| 76  | Объединение × И × Понимание «Saikai x to x Rikai» (サイカイ×ト×リカイ)                                                   | 21 апреля 2013   |
| 77  | Беспокойство × И × Прицеливание «Fuan x to x Shutsugen» (フアン×ト×シュツゲン)                                           | 28 апреля 2013   |
| 78  | Очень × Быстрая × Репродукция «Kyūsoku x na x Zōshoku» (キュウソク×ナ×ゾウショク)                                        | 5 мая 2013       |
| 79  | Не × Хорошо × NGL «NG x na x NGL» (NG×ナ×NGL)                                                                            | 12 мая 2013      |
| 80  | Злой × И × Страшный «Gokuaku x to x Saiaku» (ゴクアク×ト×サイアク)                                                       | 19 мая 2013      |
| 81  | Битва × Начинается «Tatakai x no x Kaishi» (タタカイ×ノ×カイシ)                                                          | 26 мая 2013      |
| 82  | Кайто × И × Слоты «Kaito x no x Surotto» (カイト×ノ×スロット)                                                            | 2 июня 2013      |
| 83  | Мотивация × Тренироваться «Kanka x Shite x Shinka» (カンカ×シテ×シンカ)                                                  | 9 июня 2013      |
| 84  | Предопределенное × Пробуждение «Sadame x no x Mezame» (サダメ×ノ×メザメ)                                                 | 16 июня 2013     |
| 85  | Свет × И × Тьма «Jushin x to x Manshin» (ヒカリ×ト×カゲ)                                                                 | 23 июня 2013     |
| 86  | Обещание × И × Объединение «Chikai x to x Saikai» (チカイ×ト×サイカイ)                                                   | 30 июня 2013     |
| 87  | Дуэль × И × Побег «Kettō x Shite x Tōsō» (ケットウ×シテ×トウソウ)                                                        | 7 июля 2013      |
| 88  | Камень-ножницы-бумага × И × Слабости «Janken x to x Jakuten» (ジャンケン×ト×ジャクテン)                                  | 14 июля 2013     |
| 89  | Сострадание × И × Сила «Yasashisa x to x Tsuyosa» (ヤサシサ×ト×ツヨサ)                                                   | 21 июля 2013     |
| 90  | Медленный × И × Проклятый «Risoku x to x Noroi» (リソク×ト×ジュバク)                                                     | 28 июля 2013     |
| 91  | Сильный × И × Слабый «Kyousha x to x Gyakusha» (キョウシャ×ト×ジャクシャ)                                                | 4 августа 2013   |
| 92  | Одно желание × И × Два обещания «Hitotsu no Negai x to x Futatsu no Chikai» (ヒトツノネガイ×ト×フタツノチカイ)           | 11 августа 2013  |
| 93  | Свидание × С × Палм «Dēto x to x Pāmu» (パーム×ト×デート)                                                                | 18 августа 2013  |
| 94  | Друг × И × Путешествие «Tomodachi x to x Tabidachi» (トモダチ×ト×タビダチ)                                               | 1 сентября 2013  |
| 95  | Зависть × И × Страх «Urami x to x Sugomi» (ウラミ×ト×スゴミ)                                                             | 8 сентября 2013  |
| 96  | Беззаконный × Дом «Muhō x na x Hōmu» (ムホウ×ナ×ホーム)                                                                  | 15 сентября 2013 |
| 97  | Резня × И × Опустошение «Gekitō x de x Gekimetsu» (ゲキトウ×デ×ゲキメツ)                                                 | 22 сентября 2013 |
| 98  | Инфильтрация × И × Выбор «Senniksyuu x to x Senbetsu» (センニュウ×ト×センベツ)                                           | 29 сентября 2013 |
| 99  | Комбинация × И × Эволюция «Konbineeshon x to x Eboriksyuushon» (コンビネーション×ト×エボリューション)                    | 9 октября 2013   |
| 100 | Выслеживание × И × Преследование «Tsuiseki x niwa x Tsuigeki» (ツイセキ×ニハ×ツイゲキ)                                   | 16 октября 2013  |
| 101 | Икалго × И × Молния «Ikarugo x to x Ikazuchi» (イカルゴ×ト×イカズチ)                                                     | 23 октября 2013  |
| 102 | Способности × И × Игры «Nouryoku x to x Taikixyoku» (ノウリョク×ト×タイキョク)                                           | 30 октября 2013  |
| 103 | Шах × И × Мат «Tsumi x to x Yomi» (ツミ×ト×ヨミ)                                                                         | 6 ноября 2013    |
| 104 | Сомнения × И × Колебания «Mayoi x to x Tomadoi» (マヨイ×ト×トマドイ)                                                     | 13 ноября 2013   |
| 105 | Решение × И × Пробуждение «Kakugo x to x Kakusei» (カクゴ×ト×カクセイ)                                                   | 20 ноября 2013   |
| 106 | Нову × И × Морау «Novu x to x Morau» (ノヴ×ト×モラウ)                                                                    | 27 ноября 2013   |
| 107 | Возвращение × И × Отступление «Ritān x to x Ritaia» (リターン×ト×リタイア)                                               | 4 декабря 2013   |
| 108 | Гунги × И × Комуги «Komugi x no x Gungi» (コムギ×ノ×グンギ)                                                              | 11 декабря 2013  |
| 109 | Подытожить × И × Действовать «Kōshin Kaishi x de x Kōdō Kaishi» (コウシンカイシ×デ×コウドウカイシ)                       | 18 декабря 2013  |
| 110 | Замешательство × И × Ожидание «Konwaku x to x Omowaku» (コンワク×ト×オモワク)                                            | 25 декабря 2013  |
| 111 | Атака × И × Вторжение «Totsuniksyuu × shite × Shinniksyuu» (トツニュウ×シテ×シンニュウ)                                  | 8 января 2014    |
| 112 | Чудовище × И × Чудовище «Kaibutsu x to x Kaibutsu» (カイブツ×ト×カイブツ)                                                | 15 января 2014   |
| 113 | Насекомое × В × Долгу «Mushi x Dakedo x Kashi» (ムシ×ダケド×カシ)                                                        | 22 января 2014   |
| 114 | Разделяй × И × Властвуй «Bundan x to x Gosan» (ブンダン×ト×ゴサン)                                                       | 29 января 2014   |
| 115 | Долг × И × Вопрос «Gimu × to × Gimon» (ギム×ト×ギモン)                                                                   | 5 февраля 2014   |
| 116 | Месть × И × Поправка «Fukushū × to × Shūfuku» (フクシュウ×ト×シュウフク)                                                 | 12 февраля 2014  |
| 117 | Оскорбление × И × Расплата «Bujoku × niwa × Setsujoku» (ブジョク×ニハ×セツジョク)                                        | 19 февраля 2014  |
| 118 | Поддельная × Ярость «Itsuwari × no × Ikari» (イツワリ×ノ×イカリ)                                                         | 26 февраля 2014  |
| 119 | Сильный × Или × Слабый «Tsuyoi × ka × Yowai × ka» (ツヨ×イカ×ヨワ×イカ)                                                  | 5 марта 2014     |
| 120 | Подделка × И × Оригинал «Nisemono × to × Honmono» (ニセモノ×ト×ホンモノ)                                                 | 12 марта 2014    |
| 121 | Поражение × И × Достоинство «Haiboku × to × Menboku» (ハイボク×ト×メンボク)                                              | 19 марта 2014    |
| 122 | Поза × И × Имя «Tatemae × to × Namae» (タテマエ×ト×ナマエ)                                                               | 26 марта 2014    |
| 123 | Сороконожка × И × Воспоминание «Mukade × to × Omoide» (ムカデ×ト×オモイデ)                                               | 2 апреля 2014    |
| 124 | Распад × И × Пробуждение «Kekkai × to × Kakusei» (ケッカイ×ト×カクセイ)                                                  | 9 апреля 2014    |
| 125 | Великая сила × И × Максимальная сила «Bu no Tsuyomi × to × Bu no Kiwami» (ブノツヨミ×ト×ブノキワミ)                      | 16 апреля 2014   |
| 126 | Зеро × И × Роза «Zero × to × Rōzu» (ゼロ×ト×ローズ)                                                                      | 23 апреля 2014   |
| 127 | Враждебность × И × Стремление «Tekii × to × Ketsui» (テキイ×ト×ケツイ)                                                   | 30 апреля 2014   |
| 128 | Безудержная радость × И × Абсолютная любовь «Mujō no Yorokobi × to × Mushō no Ai» (ムジョウノヨロコビ×ト×ムショウノアイ) | 7 мая 2014       |
| 129 | Грозный враг × И × Чёткая цель «Hyōteki × to × Mokuteki» (ヒョウテキ×ト×モクテキ)                                        | 14 мая 2014      |
| 130 | Сила × К × Разрушению «Mahou × te × Zetsubou» (マホウ×デ×ゼツボウ)                                                       | 21 мая 2014      |
| 131 | Гнев × И × Просветление «Ikari × to × Hikari» (イカリ×ト×ヒカリ)                                                         | 28 мая 2014      |
| 132 | Плоть × И × Начало «Senkou × to × Hatsudou» (センコウ×ト×ハツドウ)                                                       | 4 июня 2014      |
| 133 | На пути × К × Смерти «Seizon × no × Kigen» (セイゾン×ノ×キゲン)                                                          | 11 июня 2014     |
| 134 | Весь мир × В × Тебе «Hito Koto × wa × Sono Hito» (ヒトコト×ハ×ソノヒト)                                                  | 18 июня 2014     |
| 135 | Человек × И × Мгновение «Konohi × to × Kono Shunkan» (コノヒ×ト×コノシュンカン)                                          | 25 июня 2014     |
| 136 | Путь домой × И × Настоящее имя «Kikyō × to × Honmyou» (キキョウ×ト×ホンミョウ)                                           | 2 июля 2014      |

### Выборы 13-го председателя хантеров
| №   | Название серии                                                                     | Премьера         |
| --- | ---------------------------------------------------------------------------------- | ---------------- |
| 137 | Разногласия × Между × Зодиаками «Jyunishin × de × Giron» (ジュウニシン×デ×ギロン)  | 9 июля 2014      |
| 138 | Просьба × И × Желание «Onedari × to × Onegai» (オネダリ×ト×オネガイ)               | 16 июля 2014     |
| 139 | Аллука × И × Нечто «Aruka × to × Nanika» (アルカ×ト×ナニカ)                        | 23 июля 2014     |
| 140 | Присоединяйся к битве × И × Сражайся «Sansen × to × Kaisen» (サンセン×ト×カイセン) | 30 июля 2014     |
| 141 | Волшебник × И × Дворецкий «Tejinashi × to × Hitsuji» (テジナシ×ト×シツジ)          | 6 августа 2014   |
| 142 | Иглы × И × Охота «Nidoru × to × Detto» (ハリ×ト×カリ)                              | 13 августа 2014  |
| 143 | Грех × И × Коготь «Tsumi × to × Tsume» (ツミ×ト×ツメ)                              | 20 августа 2014  |
| 144 | Одобрение × И × Объединение «Kessai × to × Kassai» (ケッサイ×ト×カッサイ)          | 27 августа 2014  |
| 145 | Проигрыш × И × Воссоединение «Kanpai × to × Saikai» (カンパイ×ト×サイカイ)         | 3 сентября 2014  |
| 146 | Председатель × И × Высвобождение «Kaichō × to × Hōshutsu» (カイチョウ×ト×カイジョ) | 10 сентября 2014 |
| 147 | Спасение × И × Будущее «Sukui × to × Mirai» (スクイ×ト×ミライ)                     | 17 сентября 2014 |
| 148 | До сих пор × И × Отныне «Koremade × to × Korekara» (コレマデ×ト×コレカラ)          | 24 сентября 2014 |